# Pseudobankesia gramatella
Pseudobankesia gramatella is een vlinder uit de familie zakjesdragers (Psychidae). De wetenschappelijke naam van deze soort is voor het eerst geldig gepubliceerd in 1938 door Lhomme.
De soort komt voor in Europa.